# Тельйо-Венето
Тельйо-Венето (італ. Teglio Veneto, вен. Tejo Vèneto) — муніципалітет в Італії, у регіоні Венето, метрополійне місто Венеція.
Тельйо-Венето розташоване на відстані близько 440 км на північ від Рима, 60 км на північний схід від Венеції.
Населення — 2289 осіб (2014).

## Демографія
Населення за роками:

Станом на 1 січня 2023 року в муніципалітеті офіційно проживали 134 іноземці з 26 країн, серед них 44 громадяни країн Євросоюзу та 9 громадян України.

## Сусідні муніципалітети
- Кордовадо
- Фоссальта-ді-Портогруаро
- Груаро
- Морсано-аль-Тальяменто
- Портогруаро